# Riu Úftiuga
El Riu Úftiuga (rus: Уфтюга ) és un riu del districte de Krasnoborsky de l'Óblast d'Arkhànguelsk a Rússia. És un afluent dret de la Dvinà Septentrional. El riu té 236 km de llarg. L'àrea de la seva conca és de 6300 km². L'Uftyuga es congela de mitjans d'octubre a principis de novembre i roman sota el gel fins a mitjans d'abril a principis de maig. El seu principal afluent és el Lakhoma (dreta).
La font de l'Uftyuga es troba a la frontera entre els districtes de Krasnoborski i Lenski. El riu flueix al sud-oest. Els assentaments més grans del riu són Kulikovo, Verkhniaia Úftiuga i Beryozonavolok. A la seva desembocadura, l'Úftyuga desemboca al Peschani Poloy, una branca de la Dvina del Nord a l'est del seu curs principal. Aleshores, el Peschani Poloi s'uneix a la Dvina del Nord gairebé enfront de Krasnoborsk (que es troba a la riba esquerra).
El Registre estatal d'aigües de Rússia defineix 72 km del curs baix del riu, des de Kulikovo aigües avall, com a navegable.